# スカパー!アワード
スカパー!アワードは、2008年から2014年までスカパーJSATが実施していたテレビの賞。

## 概要
授賞式の模様はスカチャンHDで中継される。さらに、2011年からはBSスカパー!でも放送される。また、成人向けチャンネルで放送された作品は対象外であり、別途「スカパー!アダルト放送大賞」にて表彰が行われる。

### 2008年から2012年
1年間にスカパー!・スカパー!プレミアムサービス・スカパー!プレミアムサービス光（いずれも成人向けチャンネルは除く）で放送された番組および構成企画を10のジャンルに分けた上で、各ジャンルの優秀番組をノミネート。その後、一般視聴者からの投票を受け付け、各ジャンルの最高得票番組に「ジャンル賞」が、また全体の最多得票番組には「スカパー！大賞」が授与された。
他に、その年最も輝いた人物が選んだ、最も面白いと思う作品には「マイベストプログラム賞」が、スカパー！オフィシャルガイド誌の編集長が独自の視点で選んだ、最もオリジナリティのある作品には「特別賞」が授与された。
2008年
授賞式は2008年11月25日に東京・JCBホールにて開催された。総合司会を小倉智昭と木村佳乃が務め、進行役を杉崎美香が担当した。この年の「マイベストプログラム賞」の選考およびプレゼンターは北島康介が務めた。
2009年
授賞式は2009年11月12日に開催、総合司会を小倉智昭と菊川怜、進行役を天野ひろゆき（キャイ〜ン）と杉崎美香が務めた。この年の「マイベストプログラム賞」の選考およびプレゼンターは杉山愛が務めた。
この年より、ハイビジョンで放送されたコンテンツの中から最も投票の多かった作品に与えられる「HD賞」と、スカパー！アワード公式サイトで公開された、各チャンネルのイメージCMの中から、最も投票が多かった作品に与えられる「ステーションID賞」が新設された。
2010年
授賞式は2010年11月10日に開催。総合司会は小倉智昭と菊川怜、進行役は杉崎美香。この年の「マイベストプログラム賞」の選考およびプレゼンターはAKB48の高橋みなみ・高城亜樹・横山由依、AKB48研究生の島田晴香・森杏奈が務めた。
この年のみ、スカパー！アワード開催当日のブルーカーペットで最も輝いていたゲストに対して「ベストドレッサー賞」が贈られた。
2011年
授賞式は2011年10月5日に開催。総合司会は小倉智昭と杏、進行役は杉崎美香。会場の名称がネーミングライツの満了で、JCBホールからTOKYO DOME CITY HALLに変更になった。この年の「マイベストプログラム賞」の選考およびプレゼンターは楽しんごが務めた。
2012年
授賞式は2012年9月27日に開催。総合司会は小倉智昭と剛力彩芽、進行役は杉崎美香。この年は、「スカパー！大賞」は設けられず、ジャンルごとの最多得票番組および構成企画に「ジャンル大賞」が授与された。

### 2013年・2014年
ジャンル別（10ジャンル）にノミネートを行った後、一般視聴者からの投票が多かった順にジャンル不問で20の番組と構成企画がエントリーされる。その中から、スカパー!アワード選考委員（後述）によって選ばれた10の番組と構成企画に「ココロ動いた番組賞」が与えられる（「スカパー！大賞」は無くなった）。受賞番組の出演者・関係者に直接トロフィーを手渡すプレゼンターは、その番組に投票をした視聴者の中から選出される（選出の対象になるのは、スカパー!・スカパー!プレミアムサービス・スカパー!プレミアムサービス光いずれかの加入者のみ）。
また、視聴者からスカパー！にまつわるエピソードが募集され、最も良かったエピソードを寄せた視聴者には「スカパー！エピソード大賞」が贈られた。
2013年
授賞式は2013年12月21日に都内のスタジオから生放送された。番組MCは東野幸治と剛力彩芽、総合ナビゲーターとして堺雅人がVTR出演した。
2014年
授賞式は2014年12月18日に開催、番組MCは東野幸治と剛力彩芽。この年から、ノミネートされていない番組にも投票できる「マイベスト番組賞」が新設された（2014年は2番組が受賞）。

## 総合司会
| 年     | 男性     | 女性     |
| ------ | -------- | -------- |
| 2008年 | 小倉智昭 | 木村佳乃 |
| 2009年 | 小倉智昭 | 菊川怜   |
| 2010年 | 小倉智昭 | 菊川怜   |
| 2011年 | 小倉智昭 | 杏       |
| 2012年 | 小倉智昭 | 剛力彩芽 |
| 2013年 | 東野幸治 | 剛力彩芽 |
| 2014年 | 東野幸治 | 剛力彩芽 |

### 総合ナビゲーター
- 2013年：堺雅人

## スカパー!アワード選考委員
- 2013年：崔洋一、石田純一、博多華丸・大吉、はるな愛、高橋メアリージュン
- 2014年：崔洋一、石田純一、ケンドーコバヤシ、はるな愛、道端アンジェリカ

## 歴代受賞作品
※チャンネル名称は当時のもの。

### 「スカパー!大賞」受賞作品
- 2008年：パク・ヨンハ ダイアリー（Mnet）
- 2009年：マイケル・ジャクソン 50Hours（MTV JAPAN）
- 2010年：INNOCENT WORLD 〜 パク・ヨンハ アフリカの旅（Mnet）
- 2011年：ドリームハイ（DATV）

### 各年の受賞作品

#### 2008年
スカパー!大賞
- パク・ヨンハ ダイアリー（Mnet）

ジャンル賞
| ジャンル                 | 番組・編成企画                                                         | チャンネル                                     |
| ------------------------ | ---------------------------------------------------------------------- | ---------------------------------------------- |
| 映画賞                   | ”ジェイソン・ボーン”シリーズ一挙放送！                                 | スターチャンネル/スターチャンネル ハイビジョン |
| アニメ・特撮賞           | 年越しHシアター                                                        | アニマックス                                   |
| 音楽賞                   | R35 10HOURS SPECIAL                                                    | ミュージック・ビデオ専門/VMC                   |
| 海外ドラマ賞             | 必見！日本初公開映像！7月25日の夜は外出禁止！ LOST×AXN 3時間スペシャル | AXN                                            |
| 韓流賞                   | パク・ヨンハ ダイアリー                                                | Mnet                                           |
| 趣味・実用賞             | 鉄道の日記念 旅チャンネル「鉄道特集」                                  | 旅チャンネル                                   |
| 国内ドラマ・バラエティ賞 | ゲームセンターCX                                                       | フジテレビ721                                  |
| スポーツ・公営競技賞     | プロ野球ニュース                                                       | フジテレビ739                                  |
| ドキュメンタリー賞       | 特集「セックスと妊娠と赤ちゃんの発育」                                 | ディスカバリーチャンネル                       |
| ニュース賞               | 武田鉄矢の週刊鉄学                                                     | 朝日ニュースター                               |

マイベストプログラム賞
- 日本プロ野球2008（日テレG+）
特別プレゼンター：北島康介

特別賞
- 虹への手紙 全10話（ホームドラマチャンネル）

#### 2009年
スカパー!大賞
- マイケル・ジャクソン 50Hours（MTV JAPAN）

ジャンル賞
| ジャンル                 | 番組・編成企画                                                | チャンネル                  |
| ------------------------ | ------------------------------------------------------------- | --------------------------- |
| 映画賞                   | マトリックス シリーズ一挙放送                                 | ザ・シネマ                  |
| アニメ・特撮賞           | 24時間まるまるドラえもんスペシャル                            | テレ朝チャンネル            |
| 音楽賞                   | マイケル・ジャクソン 50Hours                                  | MTV JAPAN                   |
| 海外ドラマ賞             | ジェリー・イェン シリーズの企画放送                           | アジアドラマチックTV★So-net |
| 韓流賞                   | 韓Star Begins ペ・ヨンジュン&パク・ヨンハ スペシャル          | KBS World                   |
| 趣味・実用賞             | ディスカバー・ニッポン！夏休み3部作                           | 旅チャンネル                |
| 国内ドラマ・バラエティ賞 | ゲームセンターCX 24時間テレビ 有野課長が○○を救う!?            | フジテレビTWO               |
| スポーツ・公営競技賞     | '09 ワールド ベースボール クラシック（WBC）全39試合完全生中継 | J sports Plus               |
| ドキュメンタリー賞       | 9.11〜アメリカを変えた102分〜                                 | ヒストリーチャンネル        |
| ニュース賞               | デイリープラネット〜ニュース&解説〜                           | 日テレNEWS24                |

マイベストプログラム賞
- スーパー!ドラマTV20周年記念番組『HEROES/ヒーローズ シーズン 3』（スーパー!ドラマTV）
特別プレゼンター：杉山愛

特別賞
- ノア年越しSP 三沢光晴・激闘の四半世紀 120%エルボー×18時間大放出!!SP（日テレG+）

HD賞
- '09 ワールド ベースボール クラシック（WBC）全39試合完全生中継（J sports Plus）

ステーションID賞
- fashiontv

#### 2010年
スカパー!大賞
- INNOCENT WORLD 〜 パク・ヨンハ アフリカの旅（Mnet）

ジャンル賞
| ジャンル                 | 番組・編成企画 | チャンネル                        |
| ------------------------ | --- | --------------------------------- |
| ニュース賞               | 南アフリカ 2010：W杯独占インタビュー特集                                                                                    | CNNj                              |
| 映画賞                   | 7.3『踊る大捜査線 THE MOVIE3 ヤツらを解放せよ!』公開記念 7･8月2ヶ月連続企画 総力特集・織田裕二 This is ODA！                | 日本映画専門チャンネル            |
| アニメ・特撮賞           | クレヨンしんちゃん 24時間スペシャル                                                                                         | テレ朝チャンネル                  |
| 音楽賞                   | 東方神起特集 サランヘヨ東方神起〜秘蔵映像特集                                                                               | KNTV                              |
| 海外ドラマ・バラエティ賞 | 『LOST ファイナル・シーズン』&『フラッシュフォワード』衝撃のダブル プレミア!!                                               | AXN                               |
| 韓流・華流賞             | INNOCENT WORLD 〜パク・ヨンハ アフリカの旅                                                                                  | Mnet                              |
| 趣味・実用賞             | パチスロ必勝ガイド的 ういちとヒカルのちょっとおもスロいTV                                                                   | パチ・スロ サイトセブンTV         |
| 国内ドラマ・バラエティ賞 | 必殺シリーズHD放送開始！『必殺仕置人』『必殺仕掛人』HD 放送記念 『必殺！インタビュー〜名優・藤田まことを偲んで〜』 Part.1&2 | ホームドラマチャンネル            |
| スポーツ・公営競技賞     | 荒川静香 フレンズ オン アイス2009                                                                                           | 日テレプラス                      |
| ドキュメンタリー賞       | にゃんこの城 〜ネコがカワイイ！100 の理由〜                                                                                 | 動物チャンネル/アニマルプラネット |

ベストドレッサー賞
- キム・ヒョンジュン

マイベストプログラム賞
- アリス 東京ドーム『愛の讃歌』（フジテレビNEXT）
特別プレゼンター：高橋みなみ・高城亜樹・横山由依（AKB48）、島田晴香・森杏奈（AKB48研究生）

特別賞
- ニュース速報は流れた（フジテレビTWO）

HD賞
- INNOCENT WORLD 〜パク･ヨンハ アフリカの旅（Mnet）

ステーションID賞
- フジテレビONE・TWO・NEXT

#### 2011年
スカパー!大賞
- ドリームハイ（DATV）

ジャンル賞
| ジャンル                 | 番組・編成企画                                                                                | チャンネル                                 |
| ------------------------ | --------------------------------------------------------------------------------------------- | ------------------------------------------ |
| ニュース賞               | 東日本大震災報道特別番組                                                                      | TBSニュースバードHD                        |
| 映画賞                   | 『ゴッドファーザー』シリーズ3部作一挙放送！                                                   | スター・チャンネル クラシック ハイビジョン |
| アニメ・特撮賞           | AT-X 年末年始スペシャル！2010-2011                                                            | AT-X HD!                                   |
| 音楽賞                   | 没後2周年マイケル・ジャクソン特集                                                             | 大人の音楽専門TV◆ミュージック・エア        |
| 海外ドラマ・バラエティ賞 | 168時間連続放送でギネス世界記録に挑戦！ ［24 -TWENTY FOUR-］シーズン1-7 1週間ぶっとおし放送！ | AXN                                        |
| 韓流・華流賞             | ドリームハイ                                                                                  | DATV                                       |
| 趣味・実用賞             | ビジュRパチンコ劇場                                                                           | パチンコ★パチスロTV!                       |
| 国内ドラマ・バラエティ賞 | AKB48 ネ申テレビ シーズン5                                                                    | ファミリー劇場HD                           |
| スポーツ・公営競技賞     | サイクルロードレース年間300時間衛星生放送                                                     | J SPORTS 4                                 |
| ドキュメンタリー賞       | 開局10周年特別企画【特集：毎日、ヒストリーで宇宙旅行】                                        | ヒストリーチャンネルHD                     |

マイベストプログラム賞
- 竹内力主演 人気シリーズ特大放送!!（V☆パラダイス）
特別プレゼンター：楽しんご

特別賞
- MTV VIDEO MUSIC AID JAPAN（MTV HD）

ステーションID賞
- MUSIC ON! TV HD

#### 2012年
| ジャンル                   | 番組・編成企画                                            | チャンネル                         |
| -------------------------- | --------------------------------------------------------- | ---------------------------------- |
| 趣味・実用大賞             | ハンサムキッチン                                          | フジテレビONE スポーツ・バラエティ |
| アニメ・特撮大賞           | "「薄桜鬼 黎明録」放送スタート記念！シリーズ一挙放送SP"   | アニメシアターX（AT-X）            |
| 映画大賞                   | 特集「ローマの休日」の魅力                                | ザ・シネマ                         |
| ニュース大賞               | 3分11秒のメッセージ                                       | TBSニュースバード                  |
| ドキュメンタリー大賞       | 特集 日本の古城を巡る旅                                   | ヒストリーチャンネル               |
| 音楽大賞                   | SHU-Iインソクのキラキラ遺産                               | Music Japan TV                     |
| 海外ドラマ・バラエティ大賞 | V（'09） シーズン2 第1話先行プレミア放送記念！「V」大特集 | スーパー!ドラマTV                  |
| 国内ドラマ・バラエティ大賞 | 「ももいろクローバーZ 24時間大放送だZ!!!」                | テレ朝チャンネル                   |
| 韓流・華流大賞             | イ・ジュンギのJG STYLE!                                   | Mnet                               |
| スポーツ・公営競技大賞     | ラグビーワールドカップ2011 全48試合生中継                 | J SPORTS 1+2+3+4                   |

#### 2013年
ココロ動いた番組賞
- MUSIC ON! TV開局15周年記念特番 FUNKY MONKEY BABYS in 東京ドーム（MUSIC ON! TV）
- シリーズ 原発フェンスを歩く（TBSニュースバード）
- スイッチガール!!2（フジテレビTWO ドラマ・アニメ）
- ホドン&チャンミンの芸・体・能〜めざせ！ご当地スポーツ王（KBS WORLD）
- 日韓ハイブリッドアイドル シャッフルオーディション シーズン2（DATV）
- インディカー・シリーズ2013（GAORA）
- プレミアリーグ初のアジア人ハットトリック達成 マンチェスター・ユナイテッド vs. ノリッチ（J SPORTS）
- ブラマヨ吉田のガケっぱち!!（パチ・スロ サイトセブンTV）
- 競馬場の達人 番外編〜武豊の園田探訪記（グリーンチャンネル）
- AKB観光大使（フジテレビONE スポーツ・バラエティ）

#### 2014年
ココロ動いた番組賞
- ガンダム35周年記念特別番組 「UC宇宙（そら）の記憶」（アニマックス）
- 「HK 変態仮面」放送記念スペシャル（チャンネルNECO）
- 「グンちゃんがいっぱい特集」（KNTV）
- ゴシップガール ファイナルシーズン（スーパー!ドラマTV）
- 夢眠ねむ&Maa 夢眠姉妹のわくわくキュイジンヌ（FOODIES TV）
- 海賊王船長タック season.2（パチ・スロ サイトセブンTV）
- 史上最大！第12回アメリカ横断ウルトラクイズ&今だから話せるウルトラクイズ丸秘証言集（ファミリー劇場）
- 美男料理＜イケメンCooking＞（女性チャンネル♪LaLa TV）
- 芸能人麻雀最強位決定戦 THEわれめDEポン 24時間頂上決戦生スペシャル2014！ 〜牌は今年も地球を救う!?〜（フジテレビONE スポーツ・バラエティ）
- 鉄道発見伝 鉄兄ちゃん藤田大介アナが行く!（日テレプラス ドラマ・アニメ・スポーツ）

マイベスト番組賞
- パチスロ(旅)（フジテレビONE スポーツ・バラエティ）
- ATPワールドツアー・マスターズ1000（GAORA）